# 薄膜
薄膜（はくまく）とは薄い膜のこと。分野によって定義が異なる。
1. 表面物理学での薄膜(Thin film)は、試料基板上に蒸着やスパッタリング等の手法を使って作られる、数～数十層からなる原子層のこと。
2. ソフトマターでの薄膜は、両親媒性分子を参照。

以下の項目は1の薄膜についての記述となっている。

## 製造方法
薄膜の製造方法は以下のように分類できる。

### 気相堆積法
- 物理気相成長法（PVD: Physical Vapor Deposition）

-原料の気体を、蒸発やスパッタリングなどの物理的な手法で発生させる方法。
- 真空蒸着

-物質を真空中で蒸発させて、基板上で薄膜を成長させる方法。
- 抵抗加熱蒸着
- 電子ビーム加熱蒸着
- パルスレーザー堆積（PLD）
- 分子線エピタキシー（MBE）
- イオン/ラジカル蒸着

- スパッタリング
高エネルギーのイオンや原子をターゲット材料に衝突させることによって、ターゲット材料の表面から原子が叩き出されることを利用する方法。

- 化学気相成長法（CVD: Chemical Vapor Deposition）

-気体の原料を、基板の近傍で、熱やプラズマによって反応させて薄膜を生成する方法。
- 熱CVD

- 有機金属CVD（MOCVD）

- プラズマCVD
- 原子層堆積

### 液相堆積法
- 融液法

-液相エピタキシー（LPE）など
- 溶液法
  - めっき
  - ゾルゲル法
  - 塗布法
    - スピンコート
    - スプレー法
    - 印刷
    - インクジェット

## 薄膜の分類
薄膜は膜の厚みによって分類され以下のようになる。
- 膜の厚みが数10μmならば厚膜
- 膜の厚みが数μmならば薄膜
- 膜の厚みが数nm以下ならば超薄膜

また、薄膜の持つ特性からコールドミラーコート、バンドパスフィルター、反射防止コートなど様々な種類に分類されている。

## 薄膜の測定
薄膜の厚みは2種類測定される。1つ目は物理膜厚と呼ばれる単なる薄膜の厚みであり、これは水晶振動子と呼ばれる電圧をかけると振動して周波数を発生させる機器を用いる。2つ目は光学膜厚と呼ばれるもので膜の厚みに膜の持つ屈折率をかけることで得られるものである。実際には、光学膜厚は計算ではなく、光学モニターによって測定されている。

## 薄膜の評価
薄膜を評価する方法は多数存在し、電子線を用いる方法（LEED、SEM、TEMなど）、イオンを用いる方法（ISS、SIMSなど）、X線回折を用いるものや応力検査などがある。